# Driemaandelijksche mededeelingen van de vereeniging in Indie van vrouwelijke Oud-Studenten V.I.V.O.S.
Driemaandelijksche mededeelingen van de vereeniging in Indie van vrouwelijke Oud-Studenten V.I.V.O.S. was een verenigingsblad dat tussen 1924 en 1940 verscheen in toenmalig Nederlands-Indië.
Het tijdschrift was gericht aan vrouwen met een academische opleiding en gaf informatie over de bezigheden en het werk van de leden van de vereniging. Het blad bevatte bestuurs- en ledenlijsten waarin de studie- en werkkring, het beroep en het adres van de personen werd vermeld.